# Tetrastichus pyrrhalti
Tetrastichus pyrrhalti är en stekelart som beskrevs av Svetlana N. Myartseva 1995. Tetrastichus pyrrhalti ingår i släktet Tetrastichus och familjen finglanssteklar.
Artens utbredningsområde är:
- Kazakstan.
- Turkmenistan.

Inga underarter finns listade i Catalogue of Life.